# Нагревательный индуктор
Нагревательный индуктор — рабочий орган установок индукционного нагрева.

## Конструкция
Индуктор нагревательный представляет собой один или несколько витков проводника, в котором с помощью мощного генератора переменного тока создаются электрические колебания высокой частоты (от нескольких кГц до нескольких МГц). Внутрь витков помещают заготовку из электропроводящего материала.
При включении генератора вокруг индуктора возникает интенсивное электромагнитное излучение, которое поглощается заготовкой и разогревает её.
Система индуктор-заготовка представляет собой бессердечниковый трансформатор, в котором индуктор является первичной обмоткой. Заготовка является вторичной обмоткой, замкнутой накоротко. Магнитный поток между обмотками замыкается по воздуху (либо по вакууму, по защитному газу, по жидкости и т. д.)
Трубчатые заготовки могут надеваться на спираль индуктора снаружи, плоские — размещаться у торца.
Также индуктор может выполняться в виде «змейки» для нагрева плоских поверхностей, трехлистного клевера для нагрева уголков, восьмерки для нагрева зубьев зубчатых колес, иметь другую причудливую форму.
Индукторы делятся на два класса:
- низкочастотные (большое число витков и большой диаметр) — предназначены для разогрева как правило крупных заготовок либо плавления металла в индукционных печах. Имеют большую индуктивность, на них не подают напряжение с частотой выше нескольких десятков кГц.
- высокочастотные (один виток небольшого диаметра) — в основном предназначены для разогрева мелких деталей. Имеют небольшую индуктивность, запитываются напряжением с частотой от сотен кГц до 5 МГц.

Индуктор сильно нагревается во время работы, так как пропускает большой ток и поглощает собственное излучение. К тому же он поглощает тепловое излучение от раскаленной заготовки. По этой причине индукторы мощных установок изготавливаются из медных трубок, охлаждаемых проточной водой. Иногда в таких трубках со стороны подводимой заготовки сверлят небольшие отверстия — вода разбрызгивается на заготовку и одновременно с нагревом происходит поверхностная закалка.
Индукторы маломощных установок или установок, работающих в кратковременном режиме (секунды) не успевают сильно нагреваться. Их достаточно изготовить из достаточно массивного медного провода (возможно обычного изолированного).

## Безопасность
Так как в индукторе наводится высокое напряжение, которое в мощных установках может достигать сотен или даже тысяч вольт в режиме резонанса напряжения, индуктор представляет опасность для персонала. Опасны ТВЧ-ожоги — высокочастотный ток течет только по поверхности кожи (скин-эффект), которая представляет собой практически электролит. Внутренние органы не повреждаются, но кожа может получить сильный ожог. Также не до конца изучено воздействие на человеческий организм мощного электромагнитного излучения.
Индуктор может прогореть от жара раскаленной заготовки, повредиться от удара заготовки об индуктор, недопустимо изменить свою индуктивность от закорачивания витков расплавленным металлом в случае многовитковой конструкции. В связи с вышесказанным индукторы защищают заливкой огнеупорным цементом, обмоткой кварцевой или фторопластовой лентой, вставкой в индуктор тиглей и трубок из керамики или кварцевого стекла. На ответственных производствах охлаждающая вода подаётся отсасыванием — этим обеспечивается безопасность в случае разгерметизации индуктора. Для охлаждения индуктор подсоединяется либо к местному охлаждающему агрегату — чиллеру, либо к водопроводной сети пхв-трубками настолько длинными (5 метров и больше), чтобы сопротивление «столба» воды в трубке было высоким и обеспечило «изоляцию» водопроводной сети от высокого напряжения индуктора.

## Проектирование
Основой для проектирования индукторов является поверхностный эффект. Он заключается в следующем. Вторичный ток в заготовке имеет то же направление, что и ток в индукторе, который расположен рядом. При этом наведенный ток как бы «притягивается» к индуктору. Это связано с тем, что близко расположенные токи, текущие в одну сторону, притягиваются.
Если в мощном индукторе (единицы-десятки кВт) размещаются незакрепленные заготовки или индуктор погружен в жидкий металл, металл под действием МГД сил отжимается от индуктора (электромагнитное дутьё) и небольшие его количества могут даже зависнуть над индуктором в воздухе. Применяя индукторы специальной формы в виде конуса с противовитком или двух направленных навстречу друг другу конусов, можно провести сверхчистую плавку небольшого количества металла, левитирующего в вакууме или защитном газе.
Для увеличения кпд индуктора, необходимо как можно ближе расположить его рядом с заготовкой. На практике это от 2 мм до нескольких сантиметров.
Питание к индуктору подводится как правило с помощью высокочастотного трансформатора без сердечника (с воздушным сердечником), первичной обмоткой которого служит катушка колебательного контура, а вторичной — один широкий виток из медного листа. Индуктор должен быть согласован с обмоткой высокочастотного трансформатора, т.е иметь примерно такую же индуктивность. Чтобы уменьшить индуктивность многовитковых индукторов, их изготавливают из нескольких параллельных витков.
Заготовка должна быть также согласована с индуктором, ее индуктивность должна быть близка к индуктивности индуктора. Например, если в большом индукторе разместить иглу, она будет греться очень слабо. Аналогично, если в небольшом индукторе разместить крупную заготовку, она не будет эффективно нагреваться.
Для уменьшения рассеяния магнитного потока, индуктор снаружи обклеивают высокочастотными магнитопроводами (магнитодиэлектриками) — панельками из материала Fluxtrol или Ferrotron, который представляет собой мелкодисперсный порошок из магнитного материала, связанный эпоксидной смолой (электромагнитный концентратор или концентратор электромагнитного поля). Такие панельки способны концентрировать электромагнитное излучение на частотах до 3 МГц и выдерживать температуру до 250 С.